# Robert Lewandowski
Robert Lewandowski (født 21. august 1988 i Warszawa, Polen) er en polsk fodboldspiller, der spiller som angriber for den spanske La-liga klub FC Barcelona. Her kom han fra Bayern München. Tidligere har han spillet for Borussia Dortmund i Tyskland og Legia Warszawa, Znicz Pruszków og Lech Poznań i sit hjemland.
Med Lech Poznań vandt Lewandowski både det polske mesterskab i 2010 og den polske pokalturnering i 2009, mens det med Dortmund er blevet til to tyske mesterskaber, i henholdsvis 2011 og 2012.
Dortmund betalte Lech Poznań 4,5 millioner euro for Lewandowski.

## Karriere

### F.C. Bayern München
Lewandowski var på fri transfer, da han besluttede sig for at spille for Bayern München i 2014. Han har vundet mesterskaberne med Bayern München i de første fem sæsoner. I tre sæsoner har han været topscorer, dvs. 2015-16 og fra 2017-2019. Med over 200 mål er han den mest scorende udlænding i Bundesligaen nogensinde. Han er også blevet årets spiller i sæsonen 2016-17 og er kendt for sine fantastiske præstationer i Bundesligaen. I Bayern München har Lewandowski også sat en bemærkelsesværdig rekord: han har scoret fem mål på ni minutter.

### Landshold
Lewandowski står (pr. 26. november 2022) noteret for 135 kampe og 76 scoringer for Polens landshold, som han debuterede for den 10. september 2008 i en VM-kvalifikationskamp mod San Marino. Han scorede et enkelt mål i kampen. Han deltog blandt andet ved EM i 2012 på hjemmebane, hvor han scorede turneringens første mål. Polen nåede ikke længere end gruppespillet.

## Titler
Lech Poznań
- Ekstraklasa: 2010
- Polske Pokalturnering: 2008–09
- Polsk Super Cup: 2009

Borussia Dortmund
- Bundesliga: 2011 og 2012 med Borussia Dortmund
- DFB-Pokal: 2011–12
- DFL-Supercup: 2013
- UEFA Champions League runner-up: 2012–13

Bayern München
- Bundesliga: 2014–15, 2015–16, 2016–17, 2017–18, 2018–19, 2019–20, 2020–21, 2021–22
- DFB-Pokal: 2015–16, 2018–19, 2019–20
- DFL-Supercup: 2016, 2017, 2018, 2020, 2021[6]
- UEFA Champions League: 2019–20[7]
- UEFA Super Cup: 2020[8]
- FIFA Club World Cup: 2020[9]